# Scotorepens
Scotorepens és un gènere de ratpenats de la família dels vespertiliònids. El grup conté quatre espècies, de les quals tres són endèmiques d'Austràlia i l'altra viu a Austràlia, Indonèsia i Papua Nova Guinea. Anteriorment es classificava S. balstoni i S. greyii al gènere Nycticeius. Les espècies dins aquest gènere són:
- Scotorepens balstoni
- Scotorepens greyii
- Scotorepens orion
- Scotorepens sanborni